# Fürstenberg (Weser)
Fürstenberg is een gemeente in de Duitse deelstaat Nedersaksen. De gemeente maakt deel uit van de Samtgemeinde Boffzen in het Landkreis Holzminden. Fürstenberg (Weser) telt 1.023 inwoners.

## Ligging, infrastructuur
Fürstenberg ligt aan de oostoever van de Wezer, en aan de westflank van de bergrug Solling, die tot het Wezergebergte behoort. De stad Höxter aan de andere kant van de Wezer ligt circa 6 km ten noordwesten van Fürstenberg.  Het dorp is niet per trein bereikbaar, maar vanuit Höxter wel per streekbus. Fürstenberg ligt ietwat bezijden de grote hoofdwegen, maar de binnenwegen, die het met de dorpen in de omgeving verbinden, zijn in goede staat.

## Economie
De porseleinfabriek Fürstenberg (opgericht in 1747) is de derde oudste producent van porselein in Duitsland. De onderneming is nog steeds in bedrijf.
Het toerisme is de belangrijkste bedrijfstak van het dorp.

## Geschiedenis
Hertog Hendrik Julius van Brunswijk-Wolfenbüttel liet rond 1600 op de plaats van een ouder kasteel het nog bestaande Schloss Fürstenberg bouwen, waarin één van zijn opvolgers, Karel I van Brunswijk-Wolfenbüttel in 1747 aan Johann Georg von Langen opdracht gaf, er een porseleinfabriek te stichten. Dit bracht het dorp enige voorspoed, zowel door werkgelegenheid bij de fabriek en haar toeleveraars, als door verbetering van de verbindingen: Fürstenberg werd onder andere een belangrijke postkoetshalte.
Vanaf de 1950er jaren tot 1994 had het leger van België er in NAVO-verband een, onder de kazerne te Brakel (Duitsland) ressorterend, militair munitie- en brandstofdepot.

## Bezienswaardigheden
- Het in 1600 in de stijl der Wezerrenaissance gebouwde kasteel Schloss Fürstenberg en het daarin gevestigde porseleinmuseum.
- Het natuurschoon in de omliggende beboste heuvels van het Wezerbergland noodt tot, ook meerdaagse, wandel- en fietstochten. Het dorp ligt nabij de langeafstandsfietsroute Weser-Radweg.

## Afbeeldingen

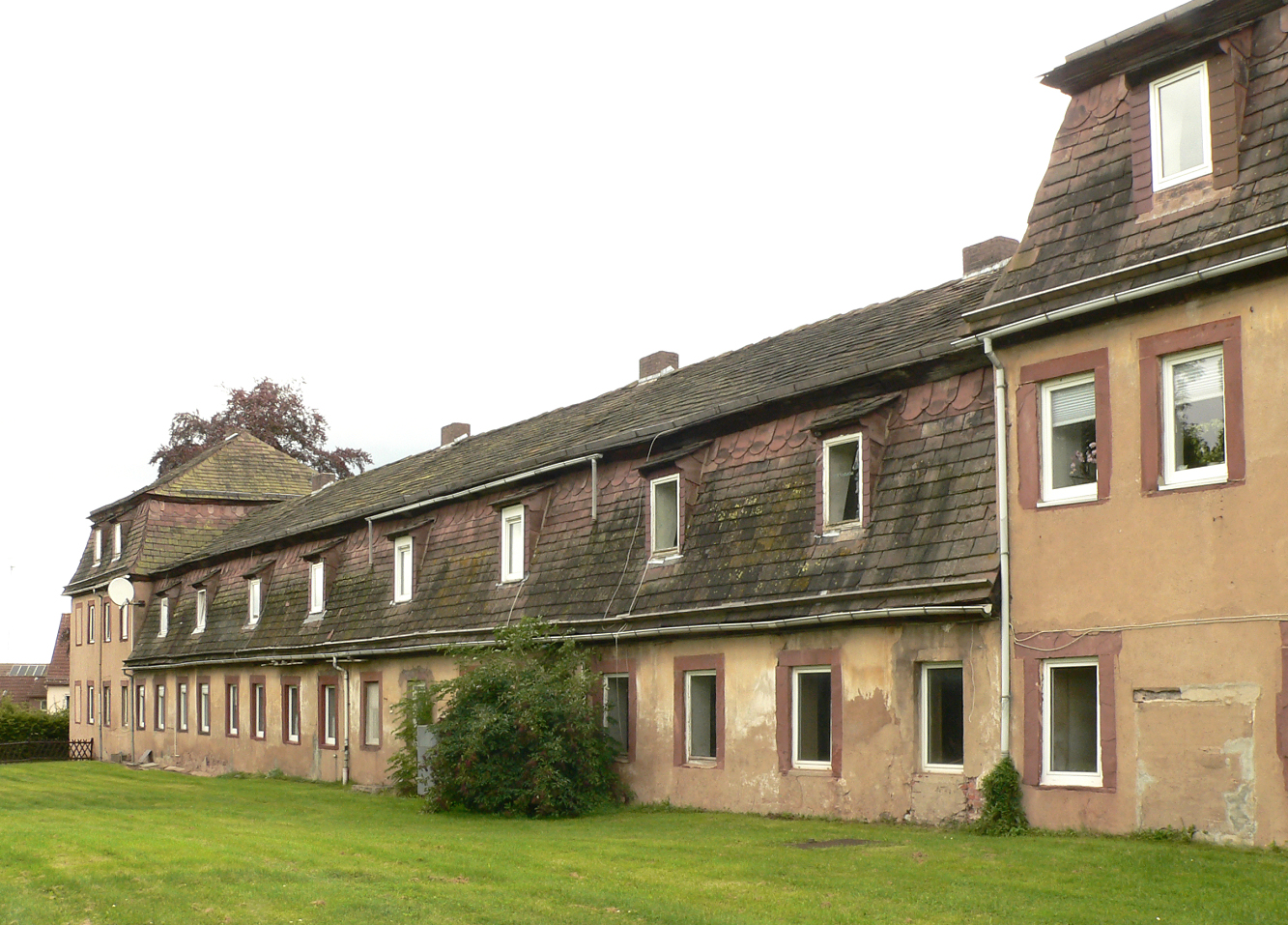
Lange Reihe, personeelswoningen voor de porseleinfabriek, 1754
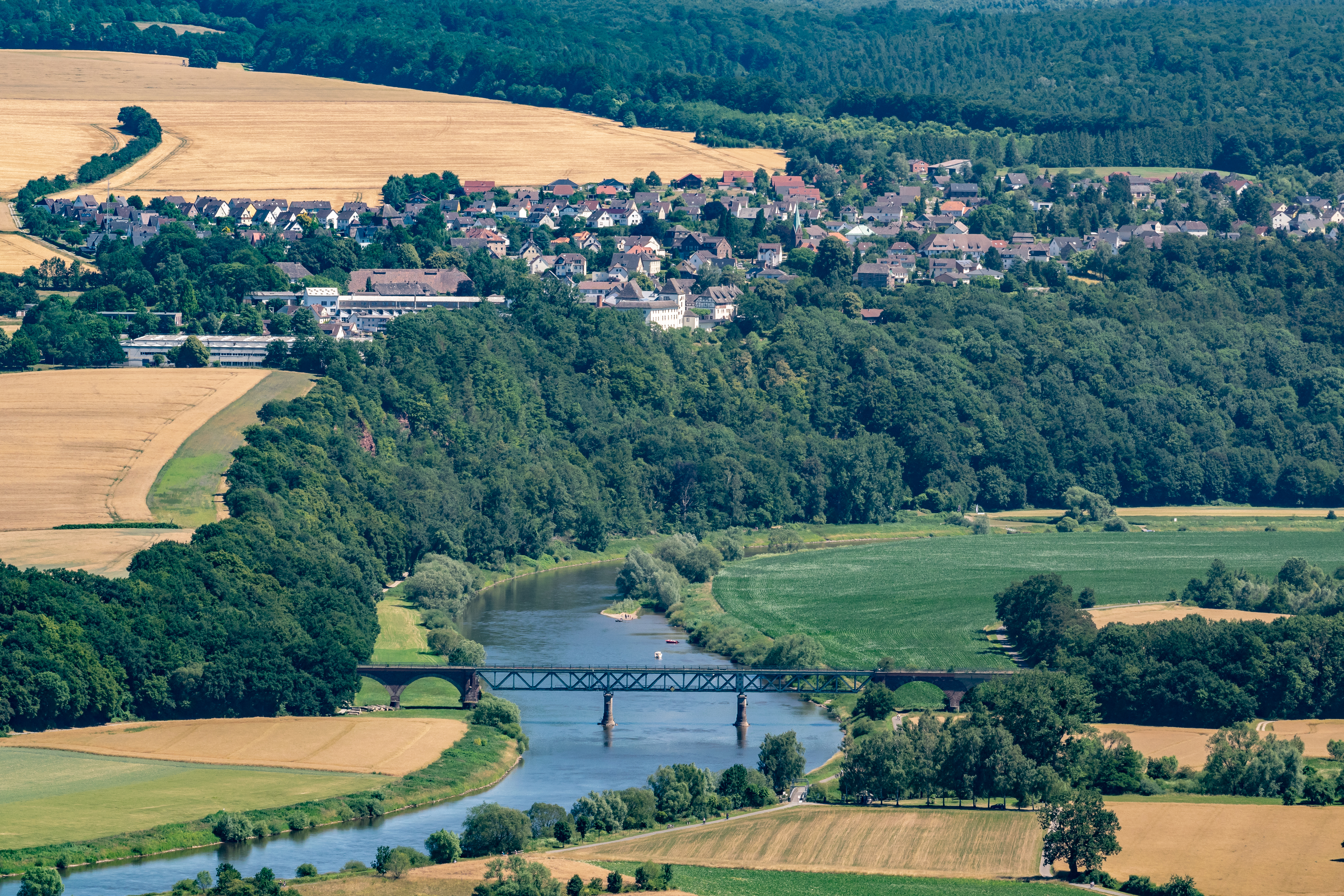
Gezicht op Fürstenberg vanaf de heuvel Brunsberg
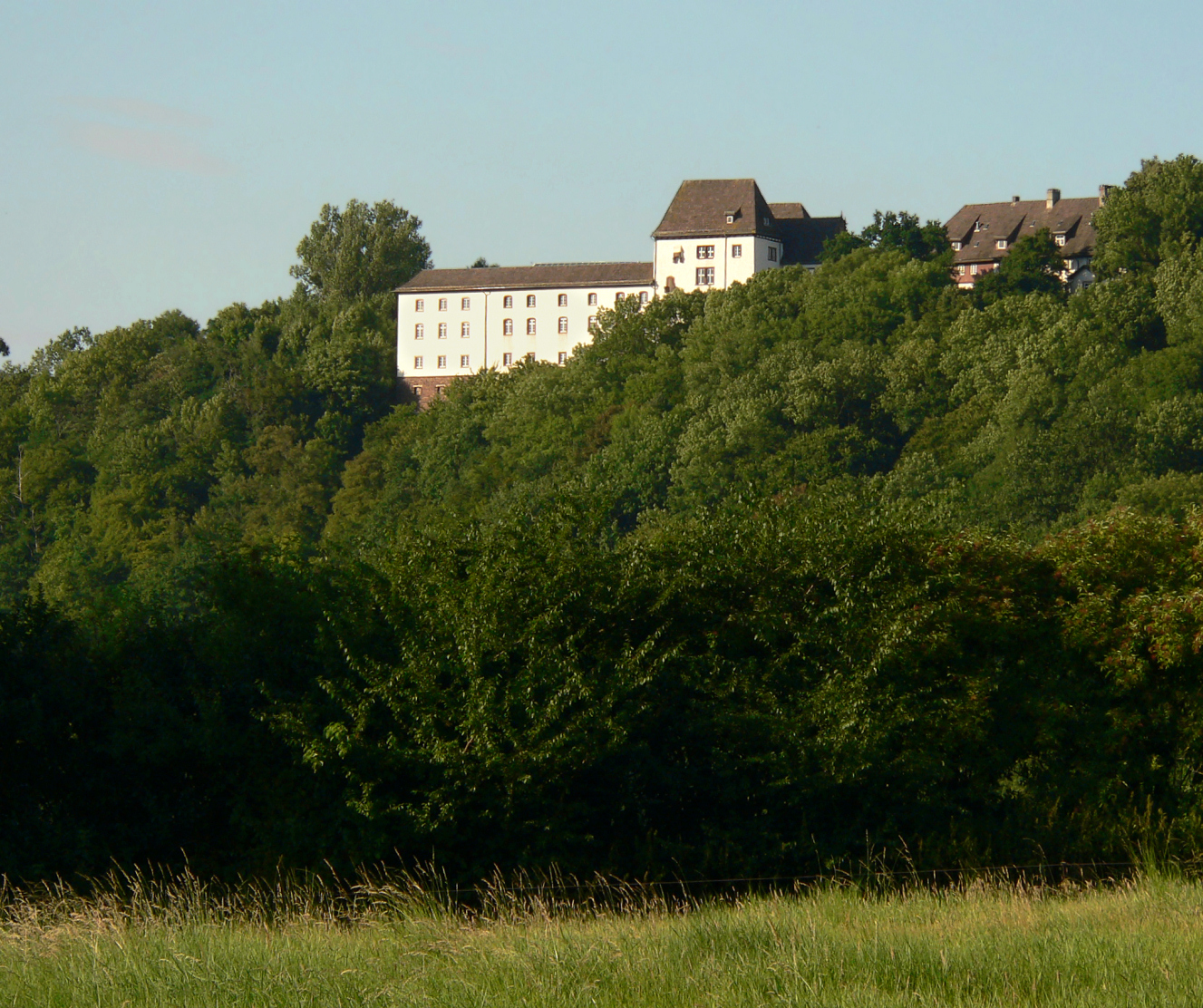
Schloss (kasteel) Fürstenberg (1)
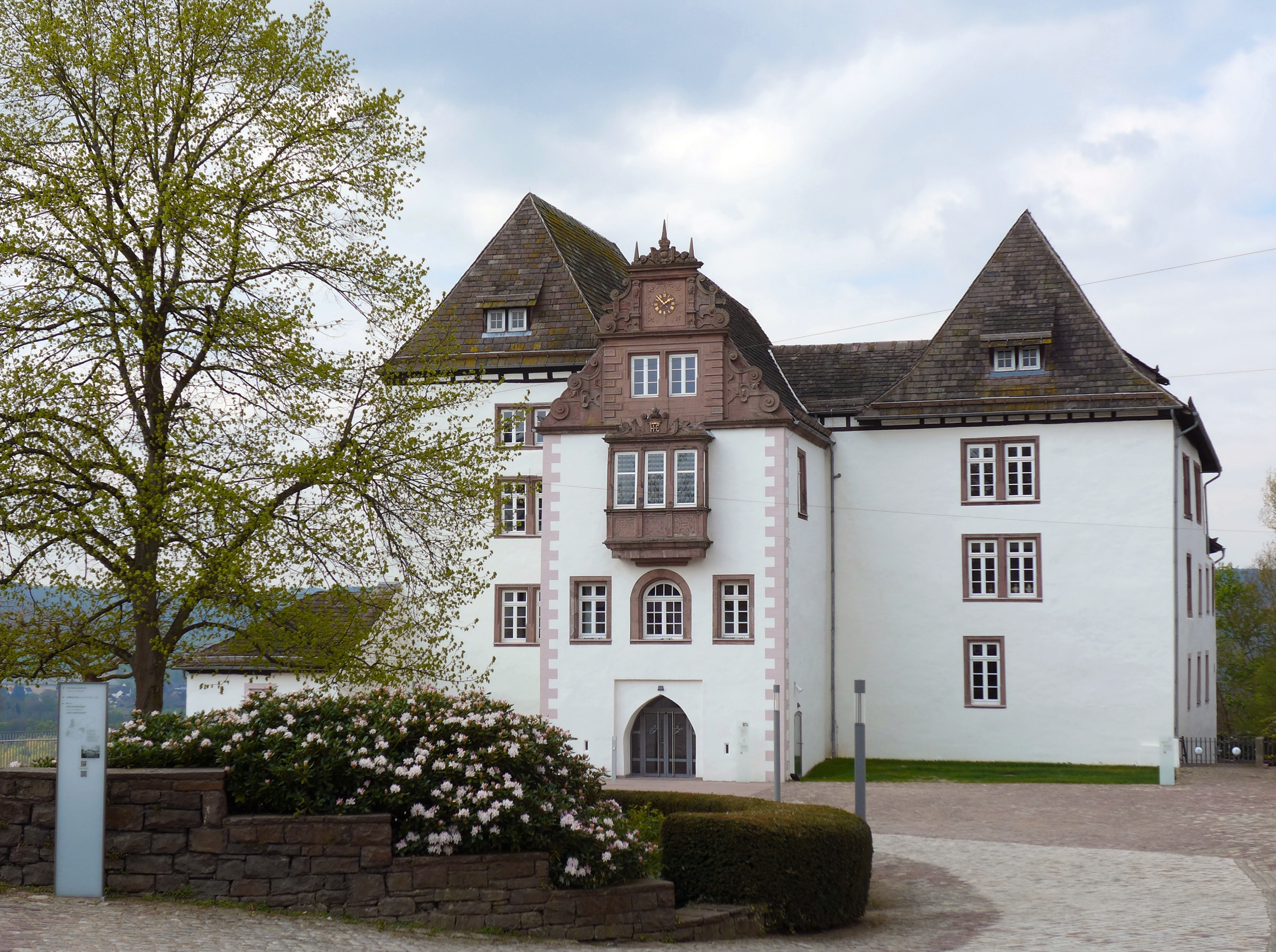
Schloss (kasteel) Fürstenberg (2)
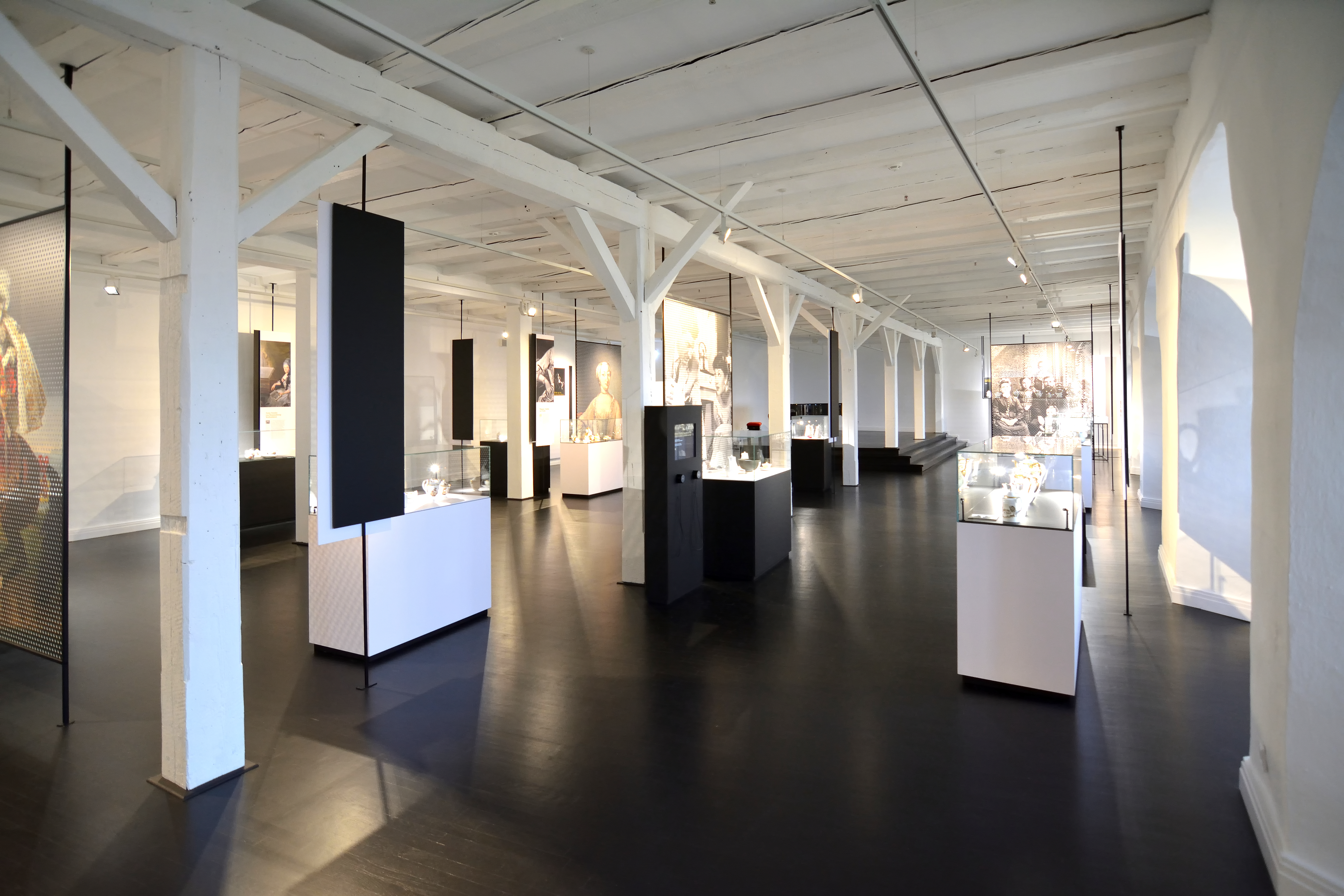
Zaal in het porseleinmuseum in dit kasteel
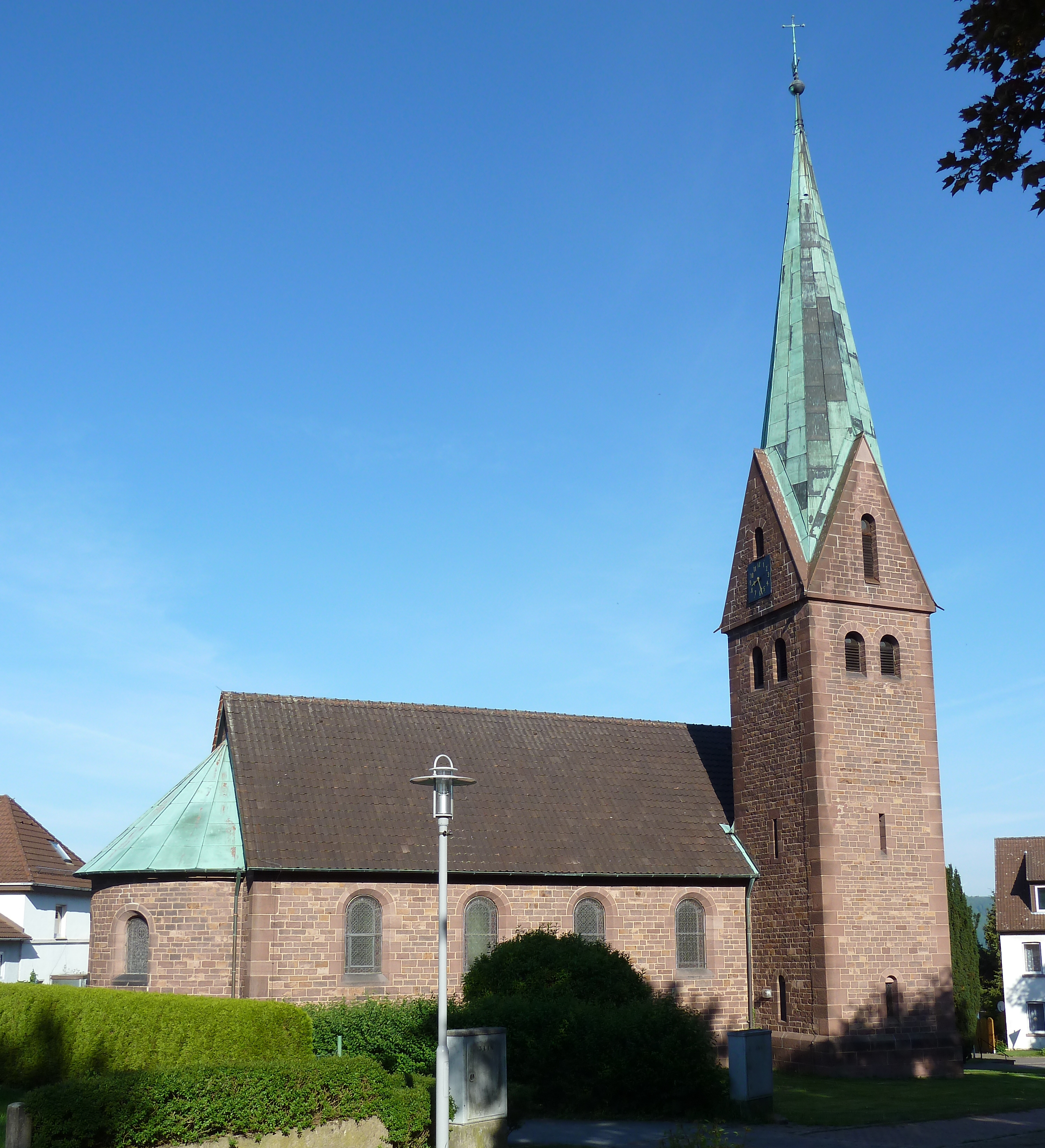
De Christuskerk in het dorp

## Belangrijke personen in relatie tot de gemeente
- Johann Georg von Langen (1699-1776), pionier op het gebied van de bosbouw, oprichter en eerste directeur (1747-1763) van de porseleinfabriek van Fürstenberg.
- Georg Ernst Ludwig Hampe (1795-1880), bioloog, gespecialiseerd in de studie van mossen, en botanicus.
- Arthur Ulrichs (* 8 december 1838 te Fürstenberg; † 22 april 1927 in Braunlage (Harz)), boswachter en de eerste, die het langlauf-skiën in Duitsland, met name in Braunlage in het Harzgebergte invoerde.